# Hemodiálisis domiciliaria
La hemodiálisis domiciliaria (HHD) es el suministro en el hogar de la hemodiálisis para el paciente con insuficiencia renal terminal. En la mayoría de los casos, es para los pacientes que desean mayor libertad de horarios y no tienen complicaciones médicas graves para realizar el tratamiento en el hogar.
Históricamente, tuvo un uso relativamente amplio antes de la introducción de la diálisis peritoneal a finales de los años 1970, cuando entró en declive. Con cada vez más largas listas de espera para el trasplante renal, la diálisis domiciliaria reapareció en los años 1990 y proporciona, en algunos centros, una alternativa a los que fallan en diálisis peritoneal o solo desean una alternativa que puedan hacer en su propio hogar.

## Horarios de la hemodiálisis domiciliaria
Hay tres horarios básicos para la HHD y éstos son diferenciados por la longitud y la frecuencia de la diálisis y en la hora del día en que es realizada la diálisis. Son como sigue:
- Hemodiálisis domiciliaria convencional - Hecha tres veces a la semana por cuatro horas cada vez. Es como la hemodiálisis en los centros de diálisis (IHD), pero hecha en el hogar.
- Hemodiálisis domiciliara diaria corta (SDHHD) - Hecha de entre cinco a siete veces a la semana con sesiones que varían entre las dos y tres horas de duración por sesión.
- Hemodiálisis domiciliaria nocturna (NHHD) - Hecha en las noches, de 3.5 a siete veces por semana.

Así, un esquema de hemodiálisis nocturna resulta en una dosis más grande de hemodiálisis a la semana, como en algunos esquemas de hemodiálisis diaria corta. Esto, y el hecho de que las velocidades de la bomba del dializador pueden ser más bajas, por lo tanto reduciendo los síntomas resultando de la ultrafiltración rápida, justifican las ventajas de estos horarios sobre los convencionales.
La mayor parte de este artículo se centra en la diálisis nocturna, pues se ha convertido en el tipo más popular de HHD.

### Diferencias entre los horarios de la hemodiálisis domiciliaria
- Cuando se compara con los otros horarios, la diálisis nocturna resulta en la reducción del estrés en el corazón durante el proceso de diálisis - la velocidad de la bomba en la diálisis nocturna es más baja que en la IHD y la SDHHD, entre 200 y 300 ml/min contra entre 300 y 400 ml/min.
- En comparación con otros horarios, la diálisis nocturna resulta en una separación más alta de las moléculas de tamaño grande y mediano (que están limitadas en la difusión).
- Los regímenes de tratamiento de diálisis nocturna y de SDHHD proporcionan una dosis más alta de diálisis.[1] Tienen un más alto Kt/V estandarizado y producto de hemodiáalisis (HDP) que los regímenes de tratamiento de IHD.
- La diálisis corta (en el hogar) de cinco veces a la semana es pensada para reducir la osteodistrofia renal.[2]
- La SDHHD y la diálisis nocturna evitan los desplazamientos de grandes cantidades de fluidos típicos de la IHD (que pueden causar náusea, calambres, y 'wash-out' ('desfallecimiento??')) después de las sesiones de diálisis.

## Ventajas de la hemodiálisis domiciliaria nocturna

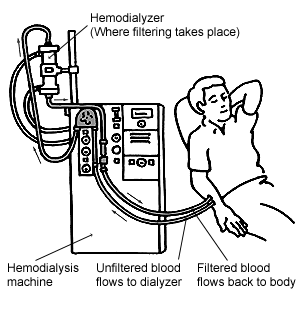
Hemodiálisis mientras se duerme.

- Un mejor manejo de la presión arterial[3] - menos mediacamentos para la presión arterial.
- Se evita la hipotensión intradiálisis (es decir tensión arterial baja durante la diálisis), algo relativamente común en la IHD.
- Más energía y menos 'wash-out' (desfallecimiento) después del tratamiento.
- Disminución de la predominante apnea del sueño, o mejora en los casos severos – se duerme mejor.
- Sistema de salud con menor costo total debido a índices más bajos de hospitalización[4] y de ahorros el personal de enfermería.
- Menos restricciones dietéticas – por ejemplo quelantes de fosfato, y restricciones de alimentos por la insuficiencia renal.[5]
- Más control sobre el horario de tratamiento de diálisis y mayor satisfacción de la vida.[6]
- Vida más de larga, de acuerdo a un estudio caso-cohorte.[7]
- Las enfermedades cardiovaculares, en pacientes de insuficiencia renal terminal, es la causa principal de mortalidad.[8][9] Se piensa que la hemodiálisis nocturna mejora la fracción de eyección[10] (una medida importante de la función cardíaca) y conduce a una regresión en la hipertrofia ventricular izquierda.[11] Para acceso futuro, actualmente se está realizando este ensayo controlado al azar.[12]

## Desventajas de la hemodiálisis domiciliaria nocturna
- Es necesario entrenamiento (típicamente seis semanas – en ese tiempo la persona es dializada en el centro)
- Puede causar estrés en las relaciones.
- Se necesita espacio para la máquina de diálisis.
- Las alarmas de la máquina de diálisis ocasionalmente perturbarán el sueño del paciente. La experiencia de Lynchburg, Virginia,[13] sugiere que esto sucede una vez cada 10 días para la gente usando una fístula y 1 a 2 veces por noche si se está usando un catéter.

## Barreras para la hemodiálisis domiciliaria

### Barreras de conocimiento
- Carencia de conocimiento entre los pacientes - en los Estados Unidos, la mayoría de los pacientes con enfermedad del riñón no son informados de la hemodiálisis domiciliaria como una opción de tratamiento para la enfermedad renal terminal. Un estudio[14] encontró que el 36% de los pacientes no tuvieron contacto con un nefrólogo hasta menos de 4 meses antes de su primera sesión de diálisis y que solamente al 12% de los pacientes se les ofreció la hemodiálisis domiciliaria como opción del tratamiento.
- Carencia del conocimiento por parte de los nefrólogos. La falta de familiaridad con la hemodiálisis domiciliaria hace menos probablemente que la ofrezcan a pacientes adecuados que pudieran aprovecharla.

### Factores en los pacientes
- Si el paciente está impedido o débil.
- Miedo del paciente a las agujas o a la autocanulación.[15]
- Creencia del paciente en que conseguirá un cuidado mejor en el hospital.[15]
- Carencia de un cuidador para asistir con la HHD.
- Algunas clínicas requieren un cuidador entrenado.
- Deseo de aislar la enfermedad al hospital – evitar crear un "hogar enfermo"

### Modelos de financiamiento del cuidado médico
- Aunque es más barata que la hemodiálisis basada en la unidad, la hemodiálisis domiciliaria sigue siendo mucho más costosa que el trasplante renal, el cual continúa siendo, a largo plazo, la terapia de reemplazo renal más económica.
- La manera en que son compensados los doctores en muchas jurisdicciones está estructurada para facilitar o alentar la NHHD. En los Estados Unidos a la mayoría de los doctores del riñón no se les paga para discutir diferentes opciones de tratamiento con sus pacientes.[14]
- En los Estados Unidos, muchos proveedores de diálisis son empresas para beneficiarse y perderían el dinero en el corto plazo de cambiar de IHD a HHD. La HHD requiere grandes inversiones en gastos iniciales de capital, dado que cada paciente de HHD requiere su propia máquina de diálisis y recibe un entrenamiento largo (y costoso). Significativos ahorros y ventajas (para la sociedad) de la HHD son logrados a largo plazo debido a:
  1. Mejores resultados de salud para los pacientes e índices de hospitalización más bajos,
  2. Una productividad más alta de los pacientes de ERSD (más pacientes pueden mantener trabajos constantes y contribuir a la sociedad), y
  3. Costos de labor más bajos (personal de enfermería).

Los centros de diálisis solo se benefician desde (3) (costos más bajos del personal de enfermería), dado que los otros costos, tal como están actualmente estructurados, son externalizados a la sociedad.

## Historia de la hemodiálisis domiciliaria
La hemodiálisis domiciliaria comenzó al principio de los años 1960. Está en disputa quién la comenzó. Grupos en Boston, Londres, Seattle, y Hokkaidō, dicen que fueron ellos.
El grupo de Hokkaidō estaba ligeramente delante de los otros, con la publicación de Nosé de su tesis de PhD (en 1962), en la que describió el tratamiento de pacientes fuera del hospital para la insuficiencia renal aguda debido a sobredosis de droga. En 1963, él procuró publicar estos casos en el ASAIO Journal pero no tuvo éxito, el cual fue posteriormente descrito en el ASAIO Journal cuando la gente fue invitada para escribir sobre papeles rechazados (no convencionales o locos). El que estos tratamientos ocurrieran en los hogares de la gente es disputado por Shaldon y él ha acusado Nosé de una memoria defectuosa y de no ser totalmente honesto, según lo supuestamente revelado por un poco de vodka polaco compartido, muchos años atrás.
El grupo de Seattle comenzó su programa en julio de 1964. Fue inspirado por la hija de quince años del amigo de un colaborador, que entró en insuiciencia renal debido al lupus eritomatoso, y le había sido negado el acceso al centro de diálisis del hospital de la universidad por el comité seleccionador de pacientes de ésta. El tratamiento de diálisis domiciliaria fue la única alternativa y consiguió ampliar su vida otros cuatro años.
En el septiembre de 1964 el grupo de Londres (encabezado por Shaldon) comenzó el tratamiento de diálisis en el hogar. A finales de los años 1960, Shaldon introdujo la HHD en Alemania.
Las máquinas de hemodiálisis domiciliaria han cambiado considerablemente desde el comienzo de la práctica. La máquina de Nosé consistió en una bobina (para transportar la sangre) colocada en una lavadora doméstica (eléctrica) llenada con el dialisato. No tenía una bomba y el transporte de la sangre a través de la bobina era dependiente del corazón del paciente. El dialisato circulaba encendiendo la lavadora (que mezclaba el dialisato y resultaba en una cierta convección). Los experimentos de Nosé demostraron que esto de hecho mejoraba la separación?? de toxinas.
En los últimos 30 años, en los Estados Unidos ha habido una gran declinación de la hemodiálisis domiciliaria. A principio de los años 1970, aproximadamente 40% de los pacientes la usaron. Hoy es usada por aproximadamente 0.4%. En otros países el uso de la HNHD es mucho más alto. En Australia aproximadamente el 11% de pacientes de insuficiencia renal crónica usan la HNHD.
La gran declinación en la HHD vista en los años 1970 y principios de los años 1980 fue debido a varios factores. Coincide con la introducción y la presentación de la diálisis peritoneal ambulativa continua (CAPD) a finales de los años 1970, un aumento en la edad y el número de los concomitantes (grado de la "enfermedad") en la población de ESRD, y, en algunos países como Estados Unidos, cambios en cómo era financiado el cuidado de diálisis (que condujeron más hemodiálisis basada en el hospital).
La hemodiálisis domiciliaria nocturna fue introducida por primera vez en el Reino Unido por Baillod y otros, y creció en popularidad en algunos centros como en Seattle, pero luego declinó en los años 1970 (coincidiendo con la declinación de la HHD). Desde el principio de los años 1990, la NHHD ha vuelto a ser más popular. Uldall y Pierratos comenzaron un programa en Toronto, con el que defendían los tratamientos nocturnos largos, (y acuñó el término 'hemodiálisis domiciliaria nocturna'), y Agar en Geelong cambió a sus pacientes de HHD a NHHD.

## Equipo
Actualmente, en los Estados Unidos, tres compañías tienen disponible equipos de diálisis domiciliaria aprobados por la FDA. Son Aksys, Fresenius y NxStage. Los sistemas son bastante similares y están cerca de las máquinas estándar de hemodiálisis, pero algo más amigables al usuario y más pequeñas. Generalmente, los suministros incluyendo el dialisato son entregados para cuando son programados para ser usados. Hasta 35 litros de dialisato se pueden usar por día, así que, su manejo puede convertirse en una preocupación. Algunos sistemas tienen unidades de filtración del agua opcionales así que el dialisato puede ser creado en el hogar; sin embargo, esto agrega una larga pieza de equipo que el usuario debe mantener.

### Sitios web de gente con enfermedades renales
- Nocturnal Home Hemodialysis - A First Person Account (from Toronto) Part 1 Part 2
- Dailyhemo - a kidney patient's web site complete with web forum.
- Nightly Home Hemodialysis Program - Several Testimonials from Lynchburg.

### Historia de la hemodiálisis domiciliaria
- The History of Home Hemodialysis: A View From Seattle - a freely available article by CR Blagg.

- Datos: Q2887145